# Juan Ignacio Cerra
Juan Ignacio Cerra (16 de octubre de 1976), es un exatleta argentino especialista en pruebas de lanzamientos. Posee una mejor marca personal en la prueba de lanzamiento de martillo de 76,42 metros, establecida el 25 de julio de 2001, en Trieste. En 2010 recibió el Diploma al Mérito de los Premio Konex en la disciplina de Atletismo. Posee el récord sudamericano de lanzamiento de martillo con 69,22 metros. Fue campeón sudamericano 9 veces en forma consecutiva.

## Palmarés
| Año  | Competición                            | Ciudad          | Clasificación | Disciplina |
| ---- | -------------------------------------- | --------------- | ------------- | ---------- |
| 2006 | Campeonatos suramericanos de Atletismo | Tunja, Colombia | 1.º           | Martillo   |
| 2006 | Juegos Iberoamericanos                 | Ponce, Colombia | 1.º           | Martillo   |